# Cryptolestes spectabilis
Cryptolestes spectabilis is een keversoort uit de familie dwergschorskevers (Laemophloeidae). De wetenschappelijke naam van de soort werd in 2003 gepubliceerd door Oldfield Thomas.